# Luis Choy
Luis Choy (Ciudad de Panamá, Panamá; 5 de marzo de 1996) es un futbolista panameño. Juega como volante y su equipo actual es Umecit Fútbol Club de la Primera División de Panamá.

## Trayectoria

### Sporting San Miguelito
Se formó en las categorías inferiores del Sporting SM y su debut en la Primera División de Panamá fue el 6 de septiembre de 2015 en el empate 0 a 0 contra el Tauro FC en donde fue titular y jugó todo el partido. En la LPF Apertura 2015 jugó 1 partido en donde quedaron en la quinta posición quedándose a un paso de clasificarse a las semifinales. En la LPF Clausura 2016 jugó 2 partidos en donde quedaron en la octava posición.

### Willy Serrato
El 1 de marzo de 2016 fue anunciado como nuevo jugador del Willy Serrato. Debutó con el club el 15 de mayo de 2016 en el empate 0 a 0 contra el Unión Huaral en el Estadio Julio Lores Colán en donde fue suplente y entró al minuto 65 por Joao Pereira. En la Segunda División Peruana 2016 sólo jugó 3 partidos y anotó 1 gol porque el club no le pagaba y decidió regresar a Panamá.

### Alianza FC
El 1 de julio de 2016 fue anunciado como nuevo jugador del Alianza FC. Debutó con el club el 31 de julio de 2016 en la victoria 2 a 1 contra el Sporting SM en el Estadio Maracaná de Panamá en donde fue suplente y entró al minuto 67 por Jean McLean. En la LPF Apertura 2016 jugó 13 partidos en donde quedaron en la séptima posición. En la LPF Clausura 2017 jugó 16 partidos en donde quedaron nuevamente en la séptima posición. En la LPF Apertura 2017 jugó 15 partidos en donde quedaron en la décima posición.

### Sporting San Miguelito
El 1 de enero de 2018 fue anunciado como nuevo jugador del Sporting SM siendo esta su segunda etapa con el club. Disputó su primer partido después su regreso el 13 de enero de 2018 en el empate 1 a 1 contra el Santa Gema FC en el Estadio Agustín Muquita Sánchez en donde fue titular y jugó hasta el minuto 69. En la LPF Clausura 2018 jugó 14 partidos y anotó 1 gol en donde quedaron en la séptima posición.

### San Francisco FC
El 11 de junio de 2018 fue anunciado como nuevo jugador del San Francisco FC. Debutó con el club el 4 de agosto de 2018 en la victoria 0 a 1 contra el CD Plaza Amador en el Estadio Maracaná de Panamá en donde fue suplente y entró al minuto 59 por Tommy Ariza. En el Torneo Apertura 2018 jugó 17 partidos en donde fueron eliminados en las semifinales en donde perdieron en un marcador global de 4 a 3 contra el Costa del Este FC en donde jugó en los 2 partidos. Fue subcampeón del Torneo Clausura 2019 en donde perdieron la final 1 a 4 en los penales después de quedar un marcador de 1 a 1 en los tiempos extras contra el CA Indpendiente en el Estadio Rommel Fernández en donde fue titular y jugó todo el partido, en dicho torneo jugó 18 partidos. En la Liga Concacaf 2019 jugó 2 partidos en donde fueron eliminados en la Ronda preliminar en donde perdieron en un marcador global de 1 a 6 contra el Alianza Fútbol Club en donde jugó en los 2 partidos. En el Torneo Apertura 2019 jugó 17 partidos en donde fueron eliminados en los playoff en donde perdieron 0 a 1 contra el CD Plaza Amador en el Estadio Agustín Muquita Sánchez en donde fue titular y jugó todo el partido.

### Atlético Huila
El 7 de enero de 2020 fue anunciado su cesión por el San Francisco FC al Atlético Huila. El Atlético Huila había descendido recientemente por lo cual jugaría en la Categoría Primera B en donde buscará ascender nuevamente con el equipo. Debutó con el club el 1 de marzo de 2020 en la empate 0 a 0 contra los Tigres Fútbol Club en el Estadio Metropolitano de Techo en donde fue suplente y entró al minuto 65 por Brayan Moreno. En la Copa Colombia 2020 jugó 4 partidos en donde fueron eliminados en la fase II en un marcador global de 1 a 3 contra el Real San Andrés en donde jugó en los 2 partidos. Salió campeón de la Primera B 2020 en donde ganaron la final en un marcador global de 1 a 4 contra el Cortuluá en donde no estuvo convocado en los 2 partidos, en dicho torneo jugó 5 partidos.

### San Francisco FC
El 31 de diciembre de 2020 fue anunciado su regreso al San Francisco FC. Disputó su primer partido después de regreso el 19 de febrero de 2021 en el empate 4 a 4 contra el Atlético Chiriquí en el Estadio Agustín Muquita Sánchez en donde fue titular y jugó todo el partido. En el Torneo Apertura 2021 jugó 14 partidos en donde quedaron en la última posición de la conferencia oeste.

### Veraguas CD
El 30 de junio de 2021 fue anunciado como nuevo jugador del Veraguas CD. Debutó con el club el 7 de agosto de 2021 en la derrota 2 a 1 contra el CD Universitario en el Estadio Universidad Latina en donde fue titular y jugó todo el partido. En el Torneo Clausura 2021 jugó 15 partidos y anotó 1 gol en donde fueron eliminados en las semifinales en un marcador global de 2 a 1 contra el Herrera FC en donde jugó en los 2 partidos.

### CD Universitario
El 17 de diciembre de 2021 fue anunciado como nuevo jugador del Club Deportivo Universitario. Debutó con el club el 5 de febrero de 2022 en el empate 2 a 2 contra el Herrera FC en el Estadio Virgilio Tejeira en donde fue titular y jugó todo el partido. En el Torneo Apertura 2022 jugó 9 partidos en donde quedaron en la última posición de la conferencia oeste.

### Sporting San Miguelito
El 10 de junio de 2022 fue anunciado como nuevo jugador del Sporting San Miguelito siendo esta su tercera etapa con el club. Disputó su primer partido tras su regreso el 22 de julio de 2022 en la derrota 0 a 1 contra el Alianza FC en el Estadio Los Andes en donde fue titular y jugó todo el partido. En la Liga Concacaf 2022 jugó 2 partidos en donde quedando eliminados en octavos de final en donde perdieron en un marcador global de 2 a 1 contra el Tauro FC en donde no estuvo convocado en los 2 partidos. En el Torneo Clausura 2022 sólo jugó 2 partidos porque se rompió el ligamento cruzado y meniscos, el club fue eliminados en las semifinales en donde perdieron en un marcador global de 2 a 1 contra el CA Independiente en donde no estuvo convocado por dicha lesión.

### CD Universitario
El 2 de julio de 2023 fue anunciado como nuevo jugador del Club Deportivo Universitario siendo esta su segunda etapa con el club. Disputó su primer partido con el club el 23 de julio de 2023 en el empate 0 a 0 contra el Atlético Chiriquí siendo titular y jugó todo el partido. En la Copa Centroamericana de Concacaf 2023 jugó 4 partidos en donde fueron eliminados en las fase de grupos en donde quedaron en la tercera posición de grupo A quedándose a un paso de clasificarse a los cuartos de final. En el Torneo Clausura 2023 jugó 14 partidos en donde quedaron en la cuarta posición de la conferencia oeste quedándose a un paso de clasificarse a los playoff.

### FC Desamparados
El 23 de enero de 2024 fue anunciado como nuevo jugador del Fútbol Consultants Desamparados. Debutó con el club 25 de enero de 2024 en la victoria 1 a 4 contra la Asociación Deportiva Municipal Turrialba en el Estadio Rafael Ángel Camacho. Jugó el Torneo Clausura 2024 de Segunda División de Costa Rica en donde quedaron en la sexta posición del grupo B en la Fase de clasificación.

## Clubes
| Club                    | País       | Año           |
| ----------------------- | ---------- | ------------- |
| Sporting SM             | Panamá     | 2015 - 2016   |
| Willy Serrato           | Perú       | 2016          |
| Alianza FC              | Panamá     | 2016 - 2017   |
| Sporting SM             | Panamá     | 2018          |
| San Francisco FC        | Panamá     | 2018 - 2019   |
| Atlético Huila (Cedido) | Colombia   | 2020          |
| San Francisco FC        | Panamá     | 2021          |
| Veraguas CD             | Panamá     | 2021          |
| CD Universitario        | Panamá     | 2022          |
| Sporting SM             | Panamá     | 2022          |
| CD Universitario        | Panamá     | 2023          |
| FC Desamparados         | Costa Rica | 2024          |
| Umecit FC               | Panamá     | 2024-presente |

## Palmarés

### Campeonatos nacionales
| Título    | Club           | País     | Año  |
| --------- | -------------- | -------- | ---- |
| Primera B | Atlético Huila | Colombia | 2020 |